# MTV Video Music Awards 1984

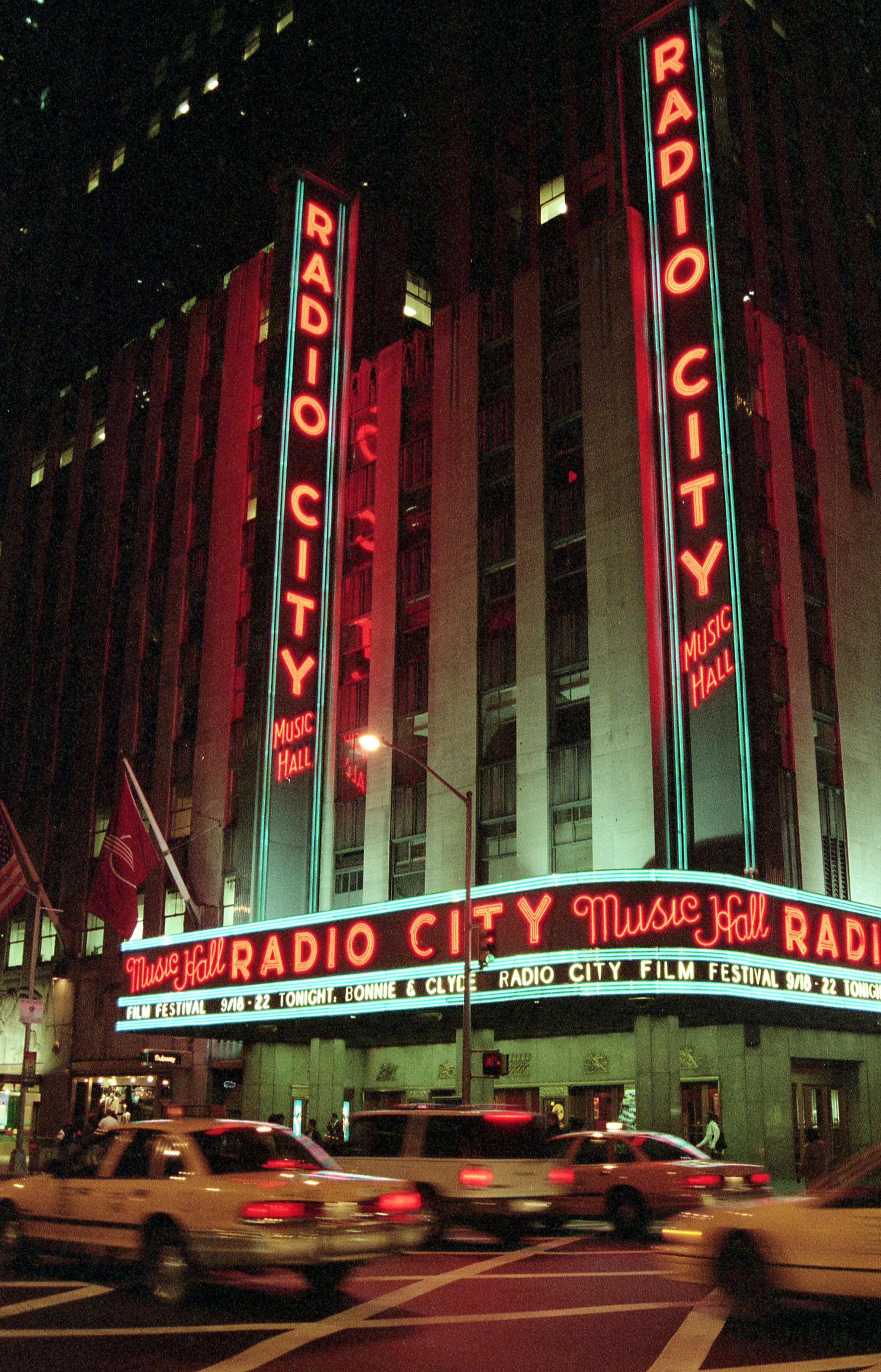
Veranstaltungsort

Die MTV Video Music Awards 1984 wurden am 14. September 1984 ausgestrahlt, die Musikvideos konnten vom 2. Mai 1983 bis 2. Mai 1984 gewählt werden. Die Preisverleihung fand in der Radio City Music Hall in New York City statt und wurde von Dan Aykroyd und Bette Midler moderiert. Es handelte sich um die erste Verleihung der Awards.
Der größte Gewinner war Herbie Hancock mit fünf Auszeichnungen, gefolgt von Michael Jackson mit drei Auszeichnungen. Die Auszeichnung für das Video des Jahres ging an The Cars für You Might Think.
Die am häufigsten nominierte Künstlerin war Cyndi Lauper, die abgesehen vom Gewinnen des Best Female Video-Awards sechsmal für Girls Just Want to Have Fun und dreimal für Time After Time nominiert war. An Videos waren Hancocks Rockit und The Polices Every Breath You Take die am meisten nominierten. Beide Videos waren je acht Mal nominiert.

## Nominierte
Der Gewinner wird fett angezeigt.

### Video of the Year
- The Cars – You Might Think
- Herbie Hancock – Rockit
- Michael Jackson – Thriller
- Cyndi Lauper – Girls Just Want to Have Fun
- The Police – Every Breath You Take

### Best Male Video
- David Bowie – China Girl
- Herbie Hancock – Rockit
- Michael Jackson – Thriller
- Billy Joel – Uptown Girl
- Lionel Richie – All Night Long (All Night)

### Best Female Video
- Pat Benatar – Love Is a Battlefield
- Cyndi Lauper – Girls Just Want to Have Fun
- Cyndi Lauper – Time After Time
- Bette Midler – Beast of Burden
- Donna Summer – She Works Hard for the Money

### Best Group Video
- Huey Lewis and the News – The Heart of Rock & Roll
- The Police – Every Breath You Take
- Van Halen – Jump
- ZZ Top – Legs
- ZZ Top – Sharp Dressed Man

### Best New Artist in a Video
- Eurythmics – Sweet Dreams (Are Made of This)
- Cyndi Lauper – Girls Just Want to Have Fun
- Cyndi Lauper – Time After Time
- Madonna – Borderline
- Wang Chung – Dance Hall Days

### Best Concept Video
- The Cars – You Might Think
- Herbie Hancock – Rockit
- Michael Jackson – Thriller
- Cyndi Lauper – Girls Just Want to Have Fun
- The Rolling Stones – Undercover of the Night

### Most Experimental Video
- The Alan Parsons Project – Don’t Answer Me
- The Cars – You Might Think
- Thomas Dolby – Hyperactive!
- Herbie Hancock – Rockit
- Neil Young – Wonderin’

### Best Stage Performance in a Video
- David Bowie – Modern Love
- Duran Duran – The Reflex
- Bette Midler – Beast of Burden
- The Pretenders – Middle of the Road
- Van Halen – Jump

### Best Overall Performance in a Video
- David Bowie – China Girl
- Michael Jackson – Thriller
- Cyndi Lauper – Girls Just Want to Have Fun
- The Police – Every Breath You Take
- Van Halen – Jump

### Best Direction in a Video
- The Bongos – Numbers with Wings (Regisseur: Juliano Waldman)
- Ian Hunter – All of the Good Ones Are Taken (Regisseur: Martin Kahan)
- Billy Idol – Dancing with Myself (Regisseur: Tobe Hooper)
- Cyndi Lauper – Time After Time (Regisseur: Edd Griles)
- Huey Lewis and the News – I Want a New Drug (Regisseur: David Rathod)
- The Police – Every Breath You Take (Regisseur: Godley & Creme)
- ZZ Top – Gimme All Your Lovin’ (Regisseur: Tim Newman)
- ZZ Top – Sharp Dressed Man (Regisseur: Tim Newman)

### Best Choreography in a Video
- Toni Basil – Over My Head (Choreograph: Toni Basil)
- Michael Jackson – Thriller (Choreographen: Michael Jackson und Michael Peters)
- Elton John – I’m Still Standing (Choreographin: Arlene Phillips)
- Bette Midler – Beast of Burden (Choreographen: Bette Midler und Toni Basil)
- Donna Summer – She Works Hard for the Money (Choreographin: Arlene Phillips)

### Best Special Effects in a Video
- The Cars – You Might Think (Spezialeffekte: Charlex)
- Thomas Dolby – Hyperactive (Spezialeffekte: Dave Yardley)
- Herbie Hancock – Rockit (Spezialeffekte: Godley & Creme)
- Billy Idol – Dancing with Myself (Spezialeffekte: Eric Critchley)
- Talking Heads – Burning Down the House (Spezialeffekte: David Byrne und Julia Hayward)

### Best Art Direction in a Video
- The Cars – You Might Think (Artdirector: Bob Ryzner)
- Herbie Hancock – Rockit (Artdirector: Jim Whiting und Godley & Creme)
- Billy Idol – Dancing with Myself (Artdirector: Kim Colefax)
- The Police – Every Breath You Take (Artdirector: Kim Colefax und Godley & Creme)
- Queen – Radio Ga Ga (Artdirector: Bryce Walmsley)

### Best Editing in a Video
- Duran Duran – The Reflex (Editor: Steven Priest)
- Herbie Hancock – Rockit (Editoren: Roo Aiken und Godley & Creme)
- Billy Idol – Eyes Without a Face (Editor: Chris Trexler)
- Elton John – I’m Still Standing (Editor: Warren Lynch)
- The Police – Every Breath You Take (Editoren: Roo Aiken und Godley & Creme)
- ZZ Top – Legs (Editoren: Sim Sadler und Bob Sarles)
- ZZ Top – Sharp Dressed Man (Editor: Sim Sadler)

### Best Cinematography in a Video
- David Bowie – China Girl (Kamera: John Metcalf)
- Billy Idol – Eyes Without a Face (Kamera: Tony Mitchell)
- Kiss – All Hell’s Breakin’ Loose (Kamera: Tony Mitchell und Jim Crispi)
- John Mellencamp – Authority Song (Kamera: Daniel Pearl)
- The Police – Every Breath You Take (Kamera: Daniel Pearl)
- Stray Cats – (She’s) Sexy + 17 (Kamera: Harry Lake)

### Viewer’s Choice
- The Cars – You Might Think
- Herbie Hancock – Rockit
- Michael Jackson – Thriller
- Cyndi Lauper – Girls Just Want to Have Fun
- The Police – Every Breath You Take

### Video Vanguard Award
- The Beatles
- David Bowie
- Richard Lester

### Special Recognition Award
- Quincy Jones[1]

## Gastauftritte

### Live-Auftritte
- Rod Stewart – Infatuation
- Madonna – Like a Virgin
- Huey Lewis & the News – I Want a New Drug
- David Bowie – Blue Jean
- Tina Turner – What’s Love Got to Do with It
- ZZ Top – Sharp Dressed Man
- Ray Parker, Jr. – Ghostbusters

### Auftritte
- Ed Koch – Eröffnung des Abends
- Cyndi Lauper – erklärte  die Regeln des Abends
- Roger Daltrey – präsentierte Best Overall Performance in a Video
- Grace Slick and Mickey Thomas – präsentierte Best New Artist in a Video
- J.J. Jackson – trat in einem Backstage-Segment vor einer Werbepause auf
- Ronnie Wood – präsentierte Best Stage Performance in a Video
- Daryl Hall und John Oates – stellten die Gewinner der technischen Kategorien vor
- Peter Wolf – präsentierte Best Choreography in a Video (zusammen mit Ballerina Cynthia Gregory)
- Alan Hunter – trat in einem Einspieler auf
- Dale Bozzio – präsentierte Most Experimental Video
- Ric Ocasek – präsentierte Best Group Video
- Mick Jagger – trat in einem Einspieler auf und kündigte die nächsten Präsentatoren an
- The Police (Andy Summers and Stewart Copeland) – präsentierte den Video Vanguard und überreichte ihn an The Beatles und Richard Lester
- Herbie Hancock – präsentierte Video Vanguard und überreichte ihn David Bowie
- John Cougar Mellencamp – wurde von Mark Goodman interviewt
- John Landis – präsentierte Best Direction in a Video
- Rod Stewart and Ronnie Wood – präsentierte den  Special Recognition Award
- David Lee Roth – wurde von Martha Quinn interviewt
- Fee Waybill – präsentierte Best Concept Video
- Billy Idol – präsentierte Viewer’s Choice
- Carly Simon – wurde von Nina Blackwood interviewt
- Duran Duran (Simon Le Bon und Nick Rhodes) – präsentierte Best Female Video
- The Go-Go’s (Belinda Carlisle und Kathy Valentine) – präsentierte Best Male Video
- Iggy Pop – trat für David Bowie auf und nahm den Best Male Video Award in Empfang
- Eddie Murphy und Joe Piscopo – präsentierten Video of the Year